# 14 жовтня
14 жовтня — 287-й день року (288-й у високосні роки) за григоріанським календарем. До кінця року залишається 78 днів.

## Свята і пам'ятні дні

### Міжнародні
- Міжнародний день стандартизації (в цей день 1946 року в Лондоні у приміщенні Інституту цивільних інженерів відкрилася конференція національних організацій зі стандартизації).

### Національні
- Грузія: Мцхетоба
- Білорусь: День матері
- Польща: День вчителя

### Релігійні
Православ'я:
- Мчч. Назарія, Гервасія, Протасія, Келсія.
- Прп. Параскеви Сербської.
- Прп. Миколи Святоші, кн. Чернігівського, Києво-Печерського чудотворця, в Ближніх печерах.
- Мч. Сильвана, пресвітера Газького.

### Іменини
✝  Католицькі: Буркард з Вюрцбурга, Калікст I, Маргарита Марія Алякок
✙ Православні: Назарій, Параскева, Микола

## Події
- 1066 — битва при Гастінгсі. Військо Вільгельма Завойовника розбило армію короля Гарольда II Ґодвінсона. Після цього Вільгельм став королем Англії і засновником нової династії англійських королів.
- 1092 — здійснивши вбивство Незама уль-Мулька здобули широку відомість гашишини[2].
- 1770 — Заснування Олександрівської фортеці (з 1806 р. — м. Олександрівськ, з 1921 р. — м. Запоріжжя).
- 1811 — заснування Кубанського козачого хору.
- 1838 — в трьох львівських церквах отець Микола Устиянович, разом з отцями Маркіяном Шашкевичем та Юліаном Величковським, уперше в Королівстві Галичини та Володимирії виголосив свої проповіді українською мовою.
- 1919 — Урочиста присяга Директорії, уряду та армії на вірність УНР. Увечері в місцевому театрі відбулась з приводу урочистостей вистава «Наталка–Полтавка». Свято присяги у Кам’янці–Подільському.[3]
- 1919 — Універсал Директорії УНР до українського народу з повідомленням про заснування Священного Синоду Української автокефальної православної церкви та початок його діяльності від 14 жовтня 1919 р. Кам’янець–Подільський.[3]
- 1921 — Спільне засідання УАН обрало на посади голови-президента академіка М. Василенка, на товариша президента – В. Липського, на неодмінного секретаря – А. Кримського та на заступника товариша президента – С. Єфремова.[3]
- 1942 — Офіційна дата народження Української Повстанської Армії, сформованої протягом 1942 року із розрізнених повстанських загонів бандерівського крила ОУН. Північно-західна частина України Волинь.
- 1950 — у Нью-Йорку відбувся об'єднавчий Собор Американсько-Української Православної Церкви США та Української Православної Церкви в Америці в одну Українську Православну Церкву в США.[4]
- 1970 — у Гаазі прийнято Міжнародну конвенцію про боротьбу з незаконним захопленням повітряних суден, яка набула чинності рівно через рік
- 2006 — керівництвом Академії сухопутних військ ім. Гетьмана Петра Сагайдачного прийнято в цей день відзначати день видового військового навчального закладу Сухопутних військ
- 2011— відкрилися XVI Панамериканські ігри  в Гвадалахарі,( Мексика)

## Народились
Дивись також Категорія:Народились 14 жовтня
- 1644 — Вільям Пенн, англійський бізнесмен, засновник провінції Пенсильванія
- 1687 — Роберт Сімсон, шотландський математик і академік
- 1712 — Джордж Ґренвілл, британський політик, прем'єр-міністр Великої Британії
- 1784 — Фердинанд VII, король Іспанії
- 1801 — Жозеф Плато, бельгійський фізик і академік
- 1806 — Престон Кінг, американський політик
- 1848 — Байрон Едмунд Волкер, канадський банкір і філантроп
- 1954 — Микола Кунцевич, український митець і дисидент.
- 1873 — Рей Юрі, американський стрибун
- 1882 — Чарлі Паркер, британський гравець у крикет, тренер, суддя
- 1884 — Джиммі Конлін, американський актор і співак.
- 1886 — Шефіка Гаспринська, лідерка кримськотатарського руху «Виконавчий комітет мусульманок Криму» («Qadınlar Günü»)
- 1890 — Дуайт Ейзенхауер, 34-й президент США (1953—61), командувач військ союзників у Другій світовій війні.
- 1892 — Іп Ман, майстер китайських бойових мистецтв, представник стилю Він-Чунь.
- 1893 — Ліліан Гіш, американська акторка, співачка, режисер і сценарист
- 1893 — Лоїс Ленський, американський автор і ілюстратор
- 1900 — Едвардс Демінг, американський статистик, педагог, автор
- 1913 — Мирон Левицький, український письменник-прозаїк, маляр, графік.
- 1939 — Ральф Лорен, американський модельєр одягу.
- 1940 — Лесь Сердюк, український актор театру та кіно, народний артист України.
- 1944 — Вадим Спиридонов, радянський актор кіно, режисер.
- 1946 — Ден Маккаферті, соліст шотландського рок-гурту Nazareth.
- 1952 — Микола Андріанов, радянський гімнаст, семиразовий олімпійський чемпіон, чотириразовий чемпіон світу.
- 1958 — Володимир Кучинський, український актор, художній керівник і засновник львівського театру імені Леся Курбаса, лауреат Шевченківської премії.
- 1985 — Ігор Матьков, український льотчик, старший бортпровідник рейсу PS752 Boeing 737. Герой України.
- 1986 — Володимир Гринюк, офіцер Збройних сил України, Герой України.

## Померли
Дивись також Категорія:Померли 14 жовтня
- 1688 — Йоахим фон Зандрарт, німецький художник і теоретик мистецтва доби бароко.
- 1719 — Арнольд Гаубракен, нідерландський художник і історіограф.
- 1960 — Абрам Йоффе, радянський фізик.
- 1977 — Бінг Кросбі, американський співак і актор кіно.
- 1985 — Еміль Гілельс, радянський піаніст.
- 1990 — Леонард Бернстайн, американський піаніст, диригент, композитор єврейсько-українського походження.
- 1997 — Гарольд Роббінс, відомий американський письменник.
- 2010 — Бенуа Мандельброт, французький математик, засновник фрактальної геометрії.
- 2020 — Пономарів Олександр Данилович, український мовознавець, перекладач, публіцист.
- 2022 — Роббі Колтрейн, британський (шотландський) актор.